# 台鐵EMU200型電聯車
台鐵EMU200型電聯車是一款屬於臺灣鐵路管理局（略稱臺鐵或臺鐵局，現改制為臺灣鐵路公司）的交流中長途用電聯車，於2002年至2004年間全數改造成台鐵EMU1200型電聯車。

## 概要
台灣從1978年開始在西部幹線鐵路電氣化後所行駛的車種「自強號」，最初由EMU100型電聯車所行駛。到了1980年代中期，由EMU100型所行駛的自強號，經常一票難求。臺鐵為了提升客運運量上的需求，並解決EMU100型運量上的不足，並且輔助輸運旅客，於是以1984年、1985年的年度預算向南非聯邦鐵路客貨車公司訂購了11組一共33輛的EMU200型電聯車。
1986年開始，EMU200型列車由南非聯邦鐵路客貨車公司進行列車的設計與承造，並由原廠生產8組共24輛，其中3組共9輛由唐榮鐵工廠組裝而成，在1986年底一共生產了11組總共33輛。到了1987年EMU200型列車開始進行驗收及試運轉之後，同年6月開始營運，成為第二款自強號電聯車。

## 規格與構造

### 編組體系
臺鐵為了能夠方便調度車輛，不同於EMU100型的5輛一組（1M4T），EMU200型改為3輛為一個編組，而動拖比為2M1T，平常使用3個編組共9輛，而最多能夠連結至5組共15輛，EMU200型列車從高雄到臺北方向開始連結，分別是駕駛附車長室馬達車EMC200型、電源動力車EP200型以及駕駛馬達車EM200型。

### 車體
EMU200型列車與EMU100型列車的車體外型不相同，車輛外觀塗裝延續EMU100啞鈴式塗裝樣式，同樣採用英國標準BS色碼：Light aircraft grey（色碼 BS381C 627）、Light beige（色碼 BS381C 366）、Light stone（色碼 BS 381C 361）及Light Brown（色碼 BS381C 410）等4種顏色組合，駕駛端面同樣維持貓頭鷹警戒色，與後來臺鐵在1989年所引進的EMU300型電聯車一樣，外型較為方正，並將排水管隱藏，車燈增加兩組，列車排障器採用密閉式設計。而避免乘客搭錯車，在車頭以及車門上方設置了捲簾式車側終點顯示器（Destination Indicator，簡稱DI），節省換目的地的壓克力板的時間。為了能夠讓乘客快速上下車，動力車的車門設置在車體的末端，而無動力車的車門則是前後兩端皆設有車門，所有車門皆為手動摺疊門。

### 客室設備
座椅採用迴轉式斜倚，並且以每行2+2的配置方式設置，在行李架下方座椅上方設置了冷氣個人出風口以及閱讀燈。列車的通道門採用了紅外線感應式自動門。

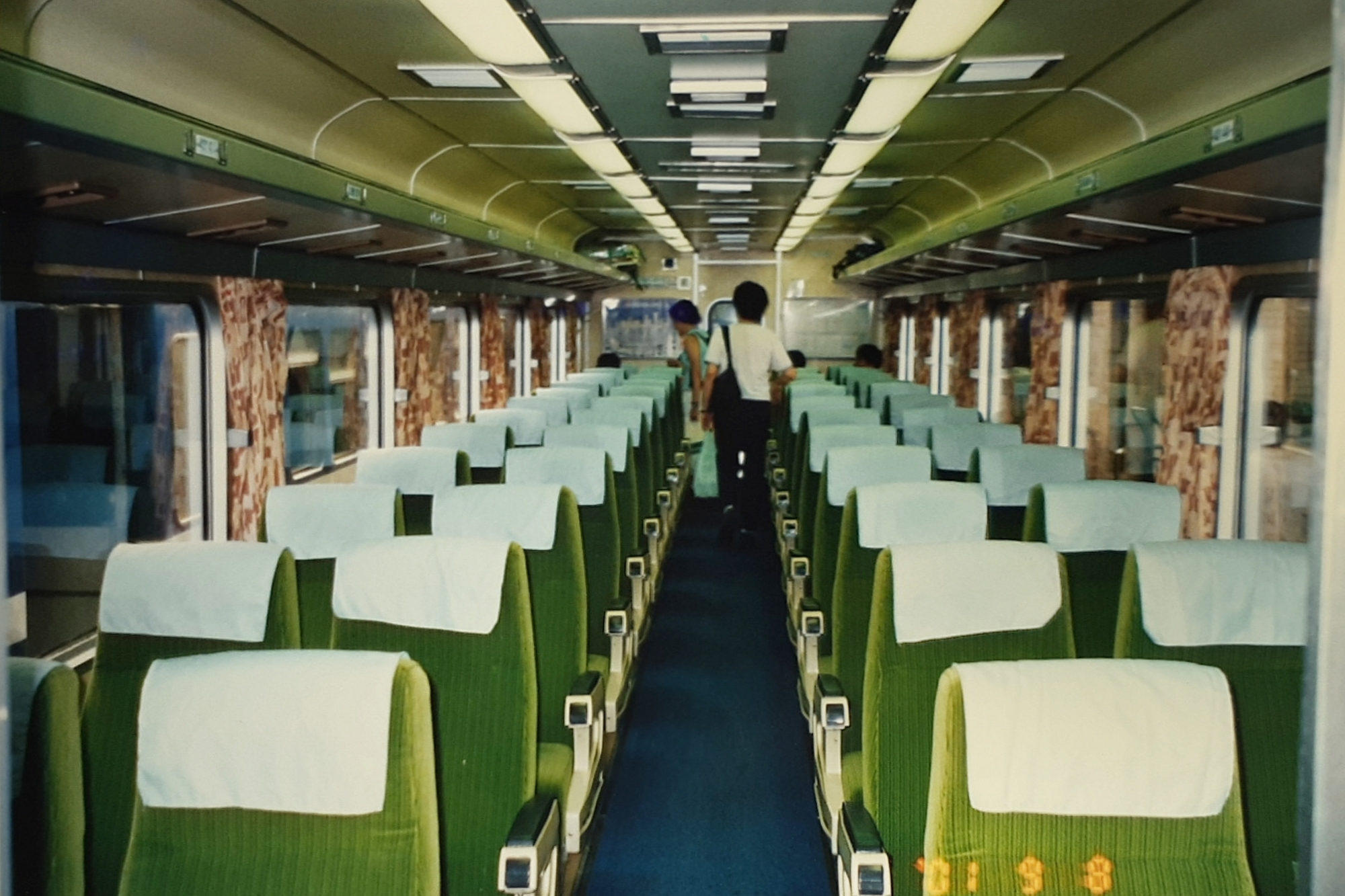
55EM(C)200型內裝
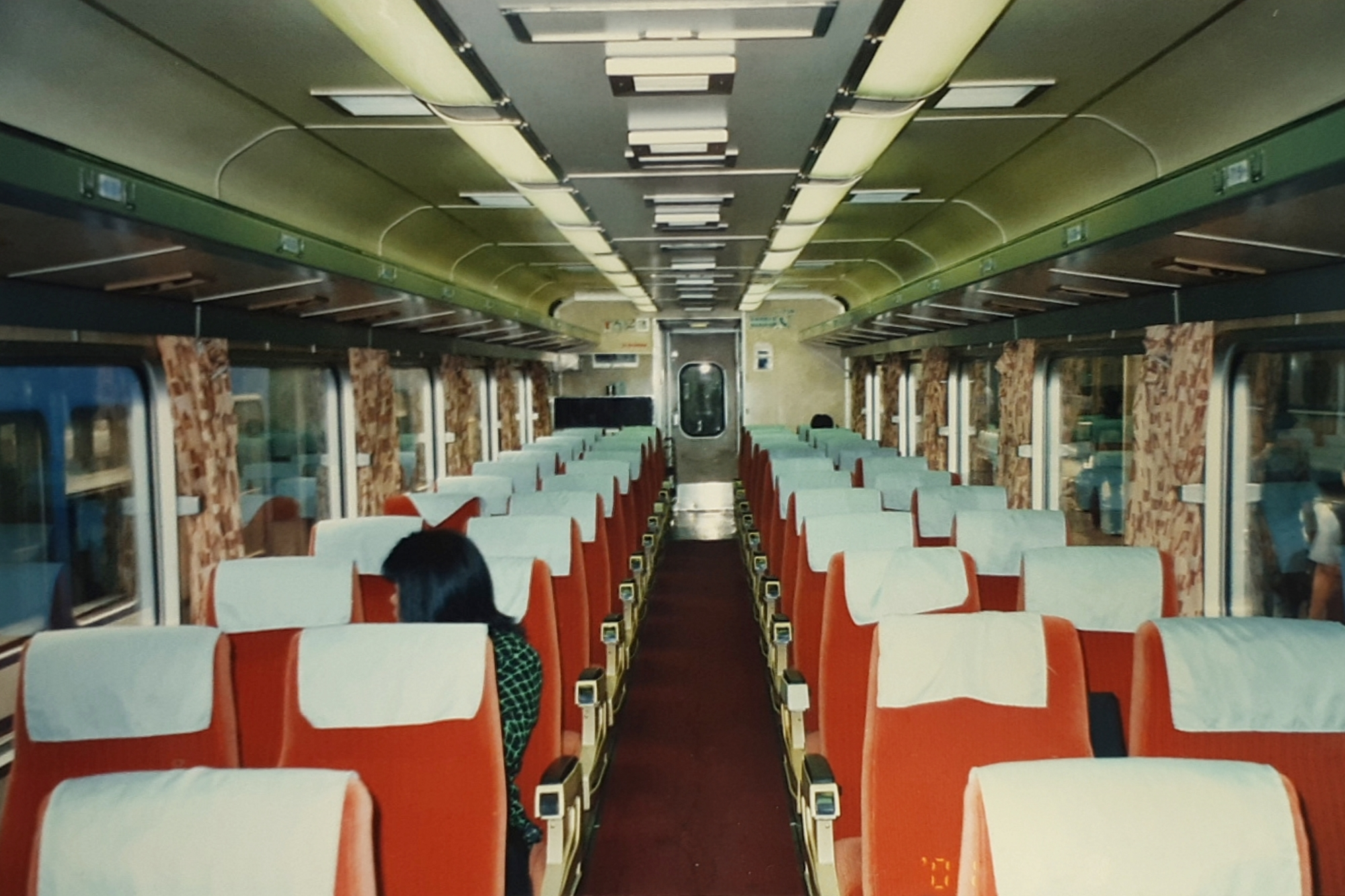
45EP200型內裝

### 機電
EMU200型的機電系統採用英國通用電氣公司（GEC）製造，主電動機採用功率250kW牽引馬達，一輛動力車廂使用四組牽引馬達，驅動裝置採用吊掛式傳動，而控制裝置使用斬波器，因此列車的加速能力比起EMU100型較佳，而相同的是列車最高速度一樣維持在120km/h不變。
集電弓採用單臂式集電弓，設置在EP200型電源動力車上，供電採用馬達交流發電機組〈MA-set〉，提供冷氣機以及電燈所需的電力。

### 轉向架與制軔
轉向架採用南非Dorbyl Transport Products公司製造的空氣彈簧轉向架，為了防止車輛產生蛇行而裝設了車廂減擺器。制軔系統使用西屋空氣制軔的製品。

### 保安裝置
EMU200型全列車編組的保安裝置依照臺鐵的要求全面裝設自動列車警報裝置（AWS）以及自動列車停止裝置（ATS-SN以及ATS-P）。

## 形式說明
55EMC200型
駕駛馬達車，車頭面向高雄方向開始連結編組。設有車長室，以及方向幕的控制裝置。車廂尾端設置廁所以及車門，車頂上則設有電阻器。
45EP200型
電源拖車，車頂上設置集電弓，車底下設有變壓器，車體兩端皆設置車門。
55EM200型
駕駛馬達車，車頭面向台北方向連結，車頂上設有電阻器。
編組方式
|          | EMU200 ←（逆行）方向（順行）方向→ |               |                |
| 車廂編號 | 1                                 | 2             | 3              |
| 集電弓   |                                   | ＞            |                |
| 形式     | 55EMC200 （Mc）                   | 45EP200 （T） | 55EM200 （Mc） |
| 其他設備 | WC，長                            |               | WC             |
| 安裝機器 | CONT                              | Mtr           | CONT           |
| 載客量   | 48人                              | 48人          | 48人           |

範例
- CONT：主控制裝置（電阻器）
- Mtr：主變壓器
- WC：廁所
- 長：車長室

參考資料：

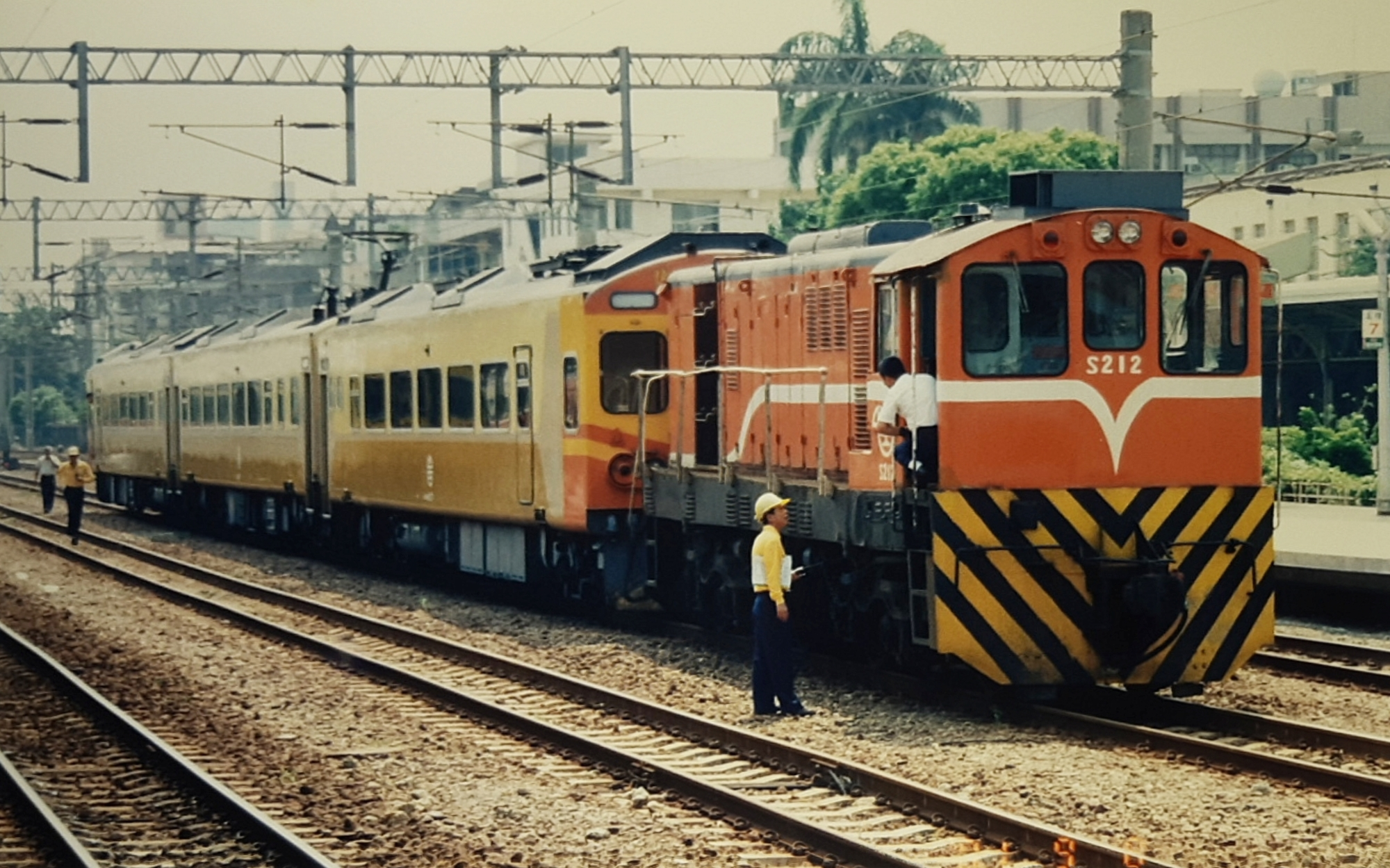
S200型柴電機車於高雄車站內調度單組EMU200型
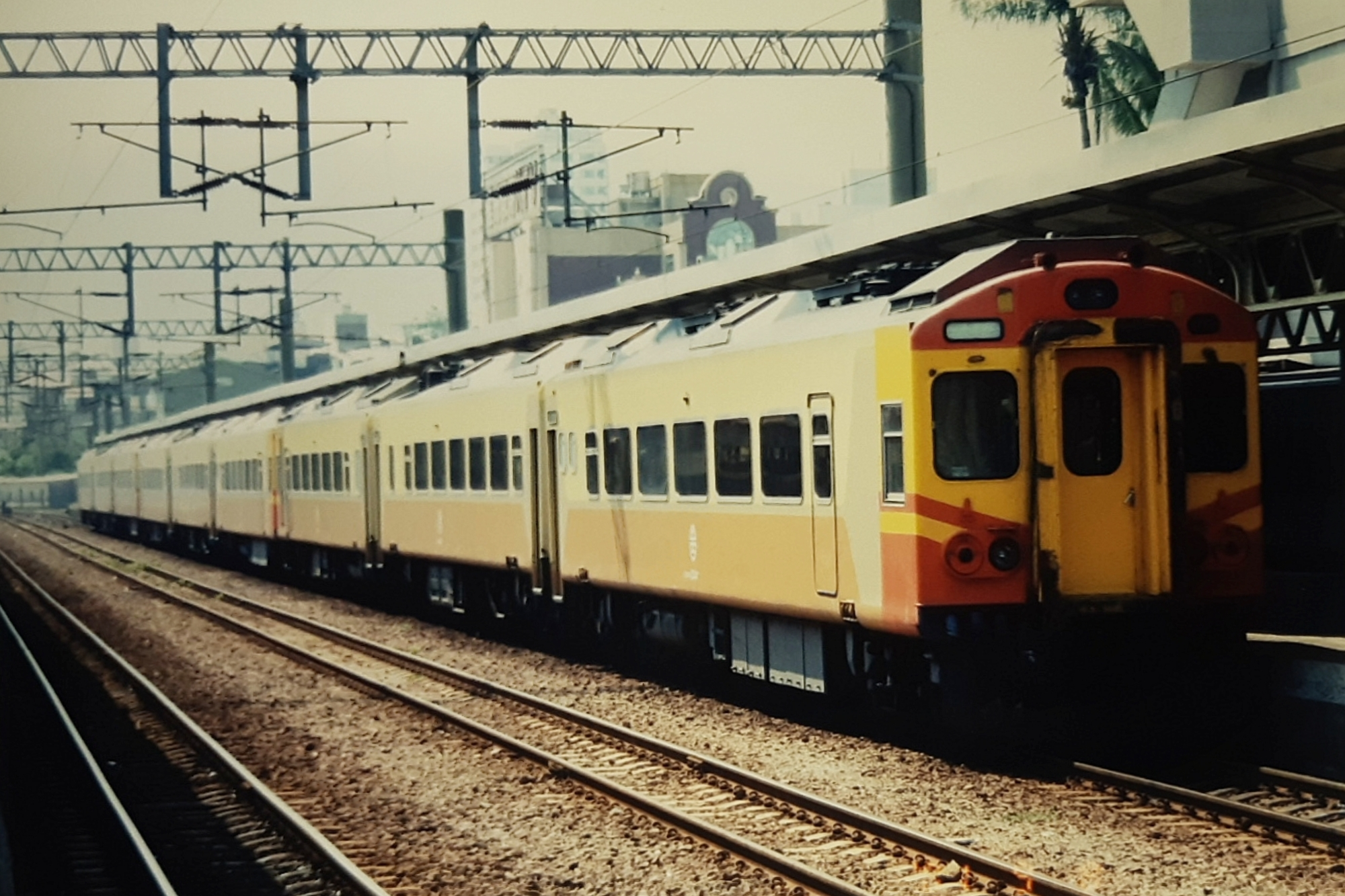
EMU200型自強號在高雄（尚未地下化）車站
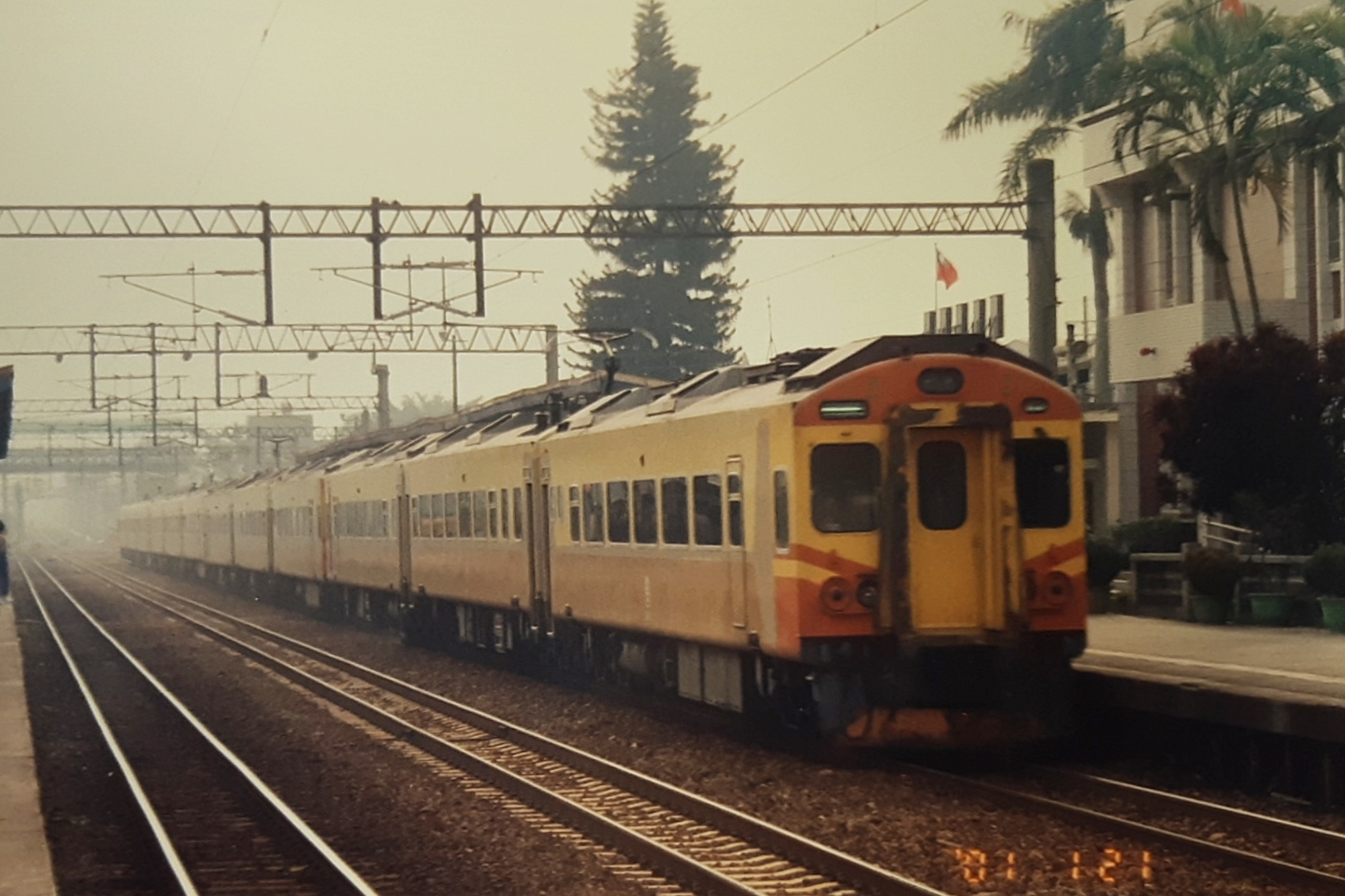
EMU200型現役時期大多以3組9輛行駛，僅於連續假期可能出現4組12輛行駛
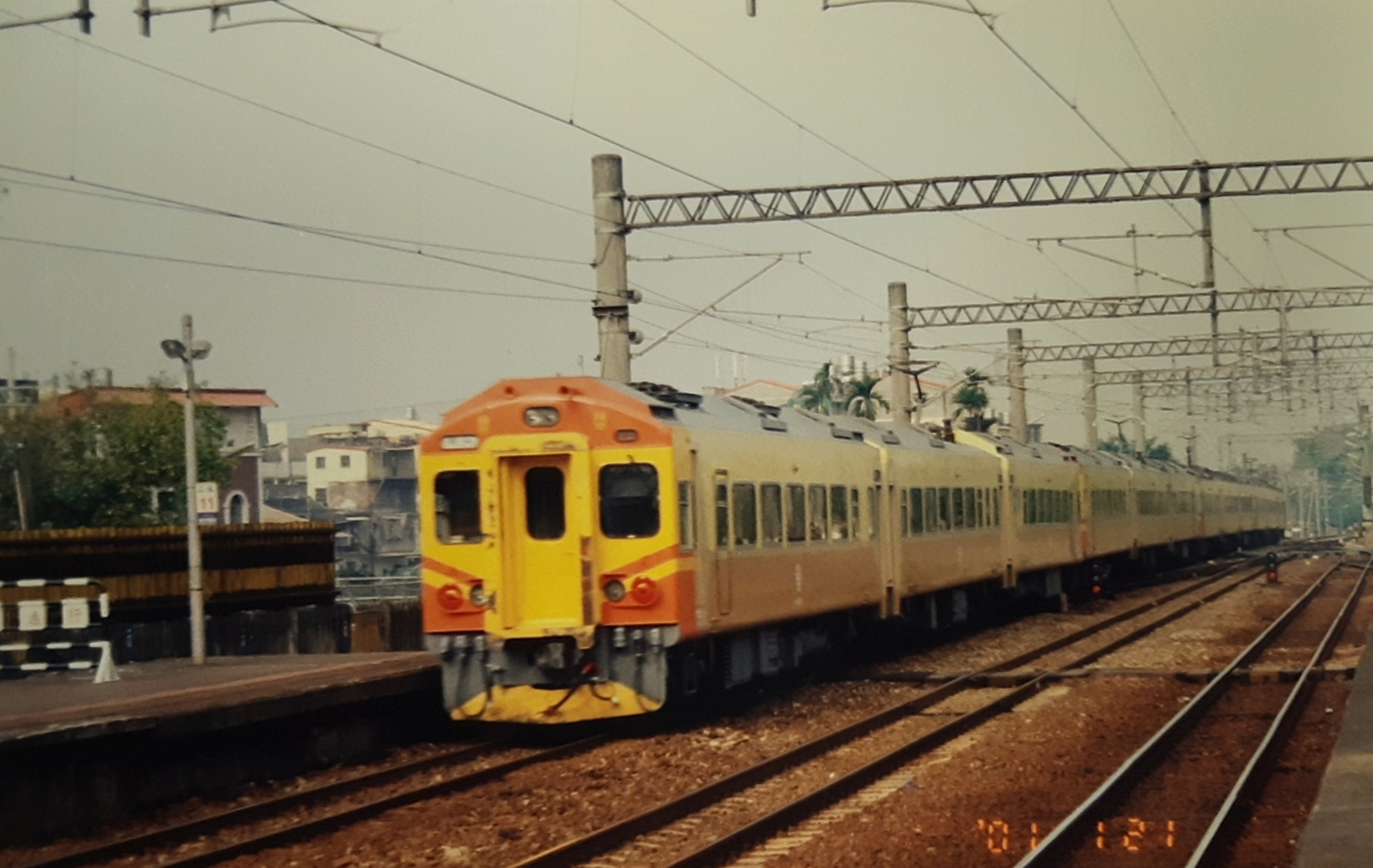
4組12輛行駛的EMU200型
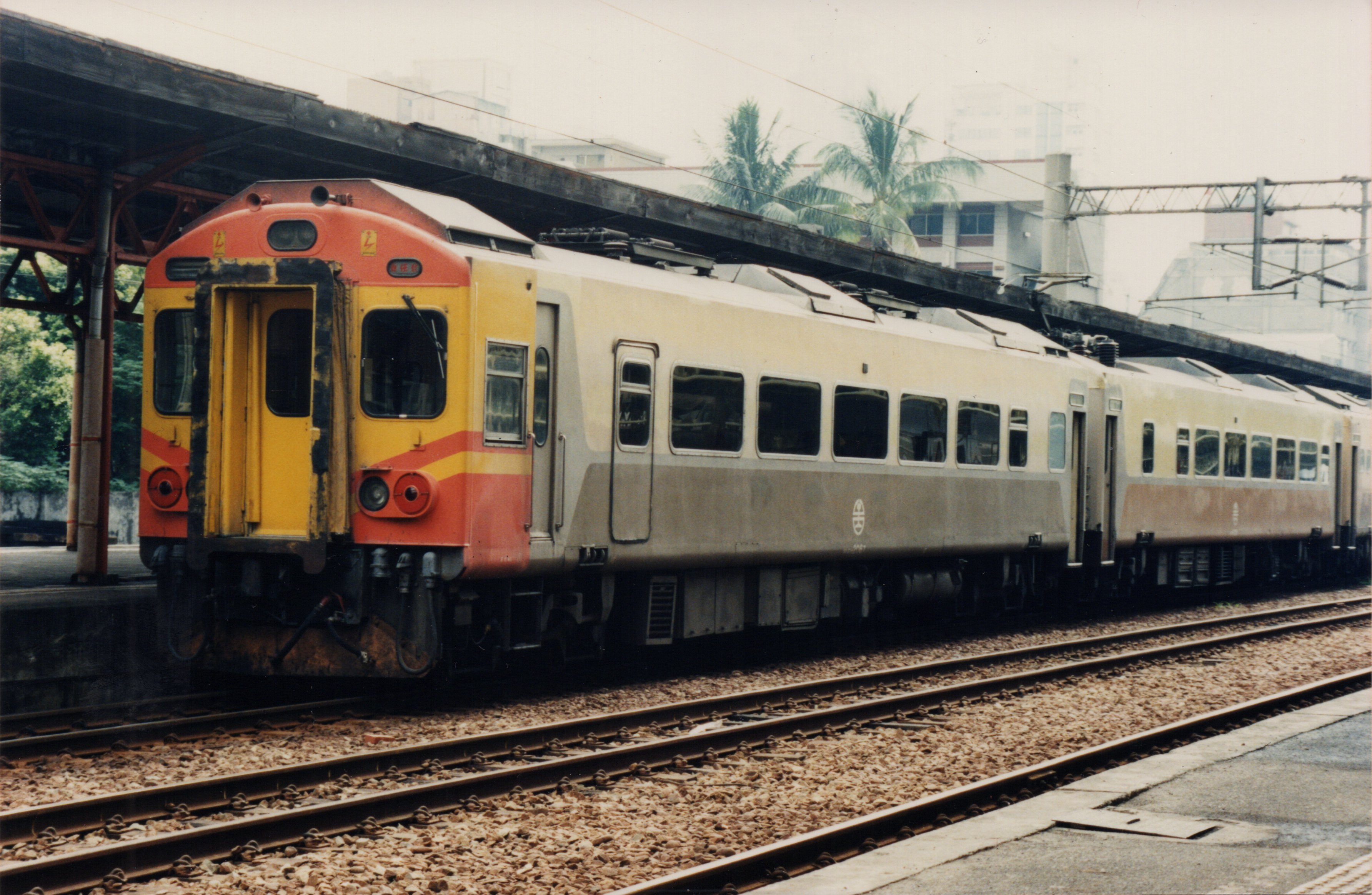
EMU200拍攝於高雄地面站於1997年7月
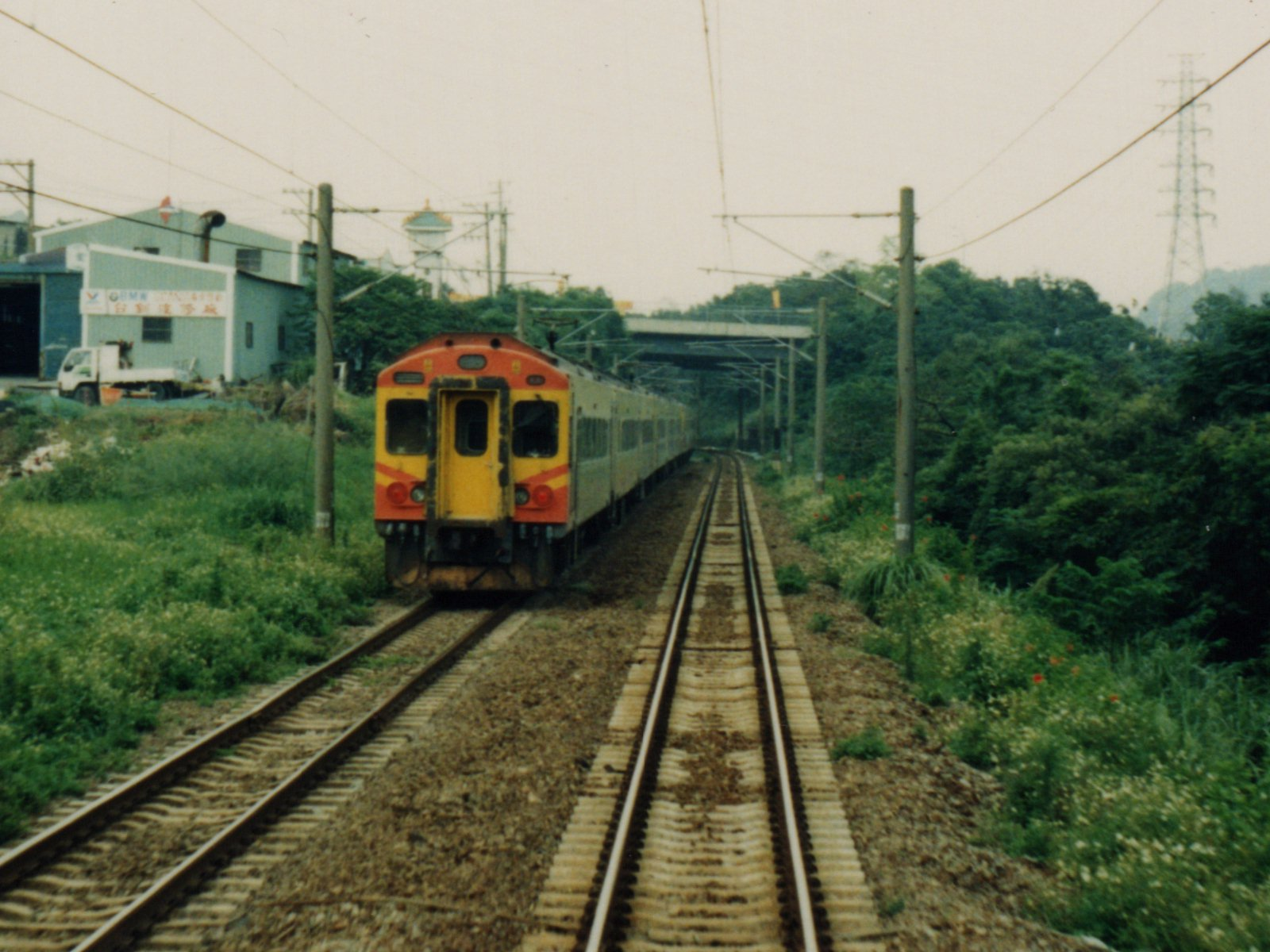
拍攝於縱貫線於1997年7月

## 重大事故
EMU200型的營運時速為120公里，煞車距離也比時速100公里的莒光號來的要長，自從營運以來已有多次與EMU200型相關的平交道事故，也造成了三節車廂報廢。

### 意外事件列表
- 1992年10月31日：苗栗縣三義鄉一輛拖板車經過八股頭平交道時，由於平交道過於陡峭使得拖板車的底盤卡進平交道動彈不得，而被北上的1010次自強號撞上，列車出軌側翻導致車上共90人受傷，55EM211與45EP211嚴重損毀而報廢解體[12][13]。
- 1997年4月3日：台中縣烏日鄉（現台中市烏日區）一輛砂石車經過學田路平交道時，由於車輛突然熄火，而被北上的1012次自強號迎面撞上，造成砂石車司機與列車隨車機務員死亡，車上共60餘人受傷，55EM209嚴重損毀而報廢解體[12][13][14]，事後台鐵將EMC211調轉方向與EP209、EMC209重新編成一組行駛（即EMC209—EP209—EMC211）。

## 車輛改造
而EMU300型以及推拉式自強號等自強號相繼引進後，台鐵對於EMU200型電聯車設備老舊以及各種缺失，而在2001年開始進行招標，由台灣車輛得標後，從2002年開始至2004年將剩下來的30輛電聯車全面進行改造與更新，改造後改為9輛為一個編組，而避免編號上的不便，更名為EMU1200型電聯車，並將原有的形式與車號在重新編碼後消滅。

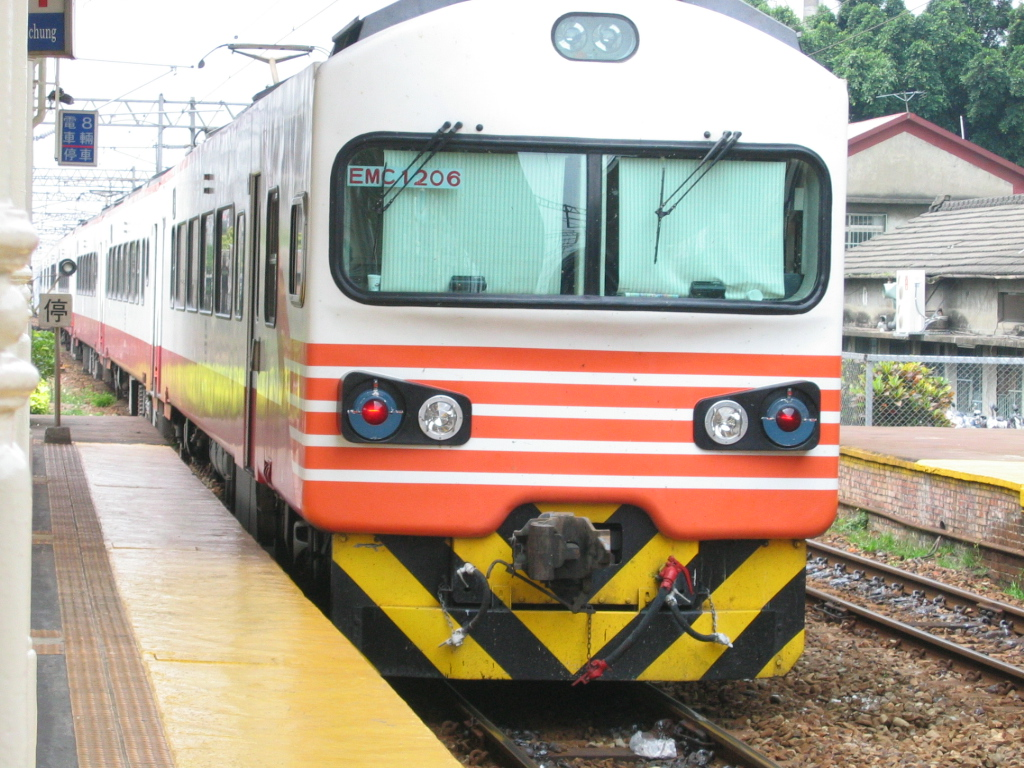
EMU1200型電聯車外觀

## 備註
1. ↑  西屋空氣制軔公司（英語：Westinghouse Air Brake Company），台鐵將其譯為西屋西碼式。

### 書籍
- 蘇昭旭. . . 台北: 人人出版. 2009-02-10: 92頁－93頁. ISBN 9789867112989 （中文（臺灣））.
- . 《鐵道情報 Rail News 144 期》2003年4月號 (台北: 中華民國鐵道文化協會). 2003-04  [2015-11-10]. （原始内容存档于2020-02-03） （中文（臺灣））.
- . 《鐵道情報 Rail News 148 期》2003年10月號 (台北: 中華民國鐵道文化協會). 2003-10  [2015-11-10]. （原始内容存档于2020-02-03） （中文（臺灣））.

## 外部連結
- （英文）EMU200型電聯車原廠資料(存於網際網路檔案館)
- （繁體中文）.   [2011-02-14]. （原始内容存档于2007-02-12）.
- （英文）UCW Technical Information-EMU(存於網際網路檔案館)